# 梅薩上尉鎮
梅薩上尉鎮（西班牙語：Capitán Meza），是巴拉圭的城鎮，位於該國東南部，由伊塔普阿省負責管轄，始建於1907年，面積440平方公里，海拔高度208米，2002年人口13,864，人口密度每平方公里31.5人。